# Histoire des conflits latino-américains
 (juin 2023).
Si vous disposez d'ouvrages ou d'articles de référence ou si vous connaissez des sites web de qualité traitant du thème abordé ici, merci de compléter l'article en donnant les références utiles à sa vérifiabilité et en les liant à la section « Notes et références ».
Cet article établit une liste chronologique des conflits survenus depuis les guerres d'indépendance des pays latino-américains et ayant opposé ou impliqué ces États.

## Guerres d'indépendance de l'Amérique espagnole

### Amérique centrale
À  l'époque coloniale, l'Amérique centrale était partiellement contrôlée par la Capitainerie générale du Guatemala, qui recouvrait les régions devenues aujourd'hui le Guatemala, la Belize, le Honduras, le Salvador, le Nicaragua et le Costa Rica. À l'indépendance (1821-1822), la Capitainerie devient les Provinces unies d'Amérique centrale (1823-1824), puis la République fédérale d'Amérique centrale (1824-1839). Les États que l'on connaît aujourd'hui sont issus de l'éclatement de cette fédération.

## Soulèvements, sécessions, guerres civiles et guérillas

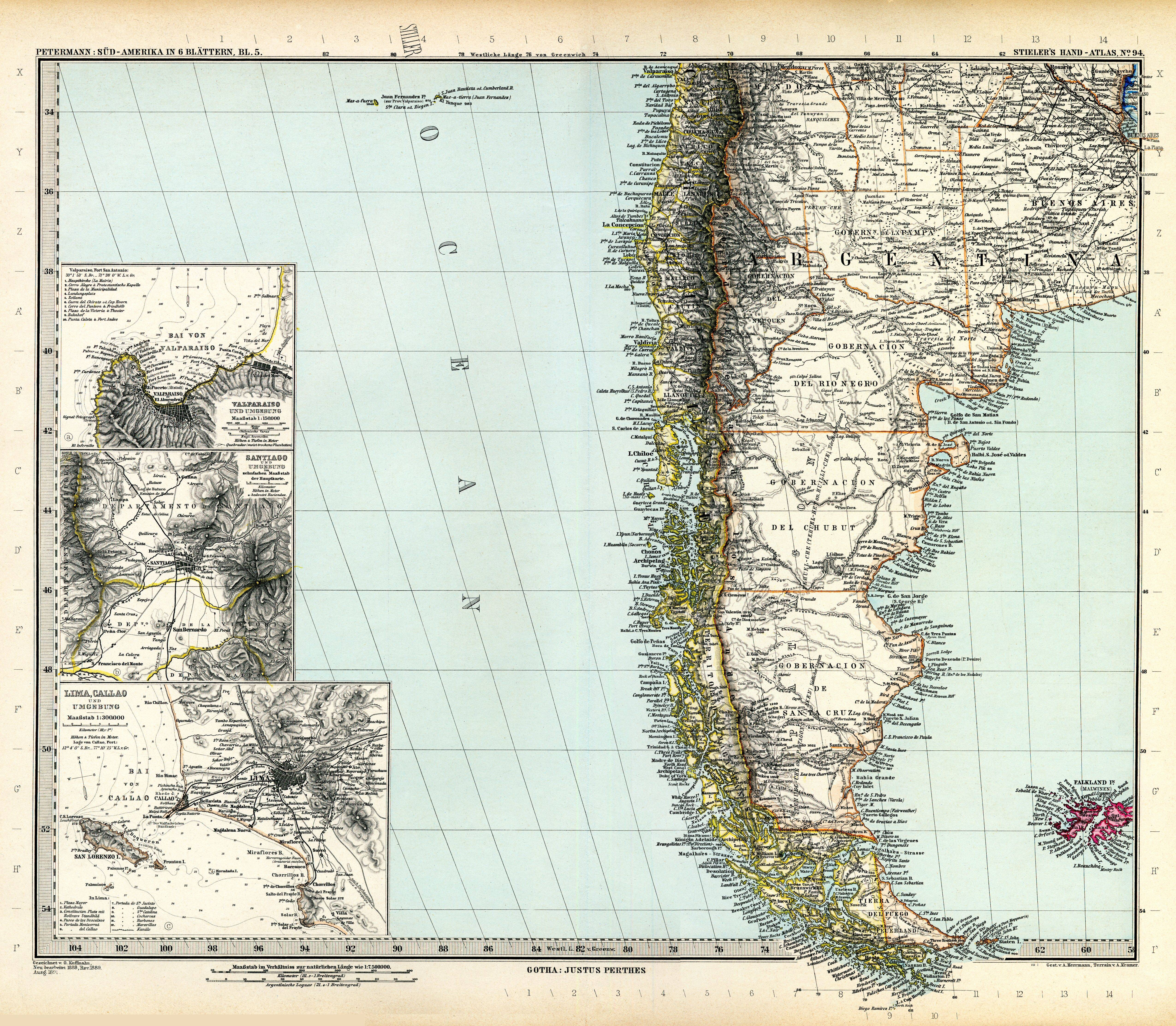
Carte du Chili en 1891 (Guerre civile)

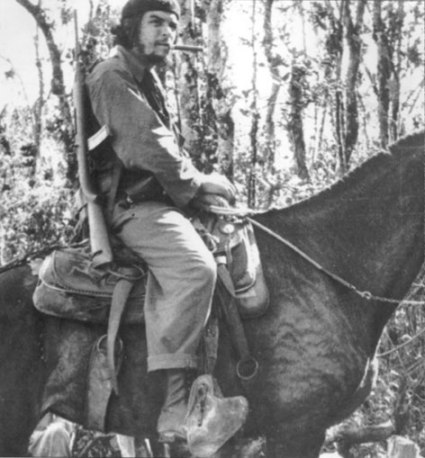
Che Guévara, figure emblématique de la Guérilla en Amérique Latine

Dans les années 1820, la fin de la domination espagnole en Amérique provoque de graves fractures sociales dans les sociétés des nouvelles républiques indépendantes. Combinées à la pression croissante d'intérêts financiers étrangers et au caractère autocratique - sinon dictatorial - des gouvernements nationaux, elles provoquent l'apparition de troubles civils intérieurs et l'émergence de guérillas. Les premières insurrections et guérillas, lors de la phase de « colonisation interne » du continent, sont l'œuvre des tribus indiennes, qui, au sein de ces nouveaux États, se sentent spoliées par les citoyens « blancs » comme elles l'étaient par l'ancien occupant espagnol.
Lors du développement économique qui s'ensuit, c'est au tour des pauvres - laissés-pour-compte, paysans, esclaves - de se révolter contre un ordre social qui ne fait que reproduire les outrances de castes de celui de l'empire espagnol. Le marxisme fait sa réelle apparition tardivement au sein des mouvements insurrectionnels locaux, c'est-à-dire après 1945. Ainsi, au Mexique, Emiliano Zapata, Pancho Villa ou les Cristeros ne se donnaient pas comme « marxistes ».
Dans les années 1930, les mouvements insurrectionnels tournent de plus en plus ouvertement à la subversion révolutionnaire. Les forces armées locales essaient de contrer toute forme de solution démocratique aux problèmes sociaux par des coups d’État et des pronunciamientos suivis d'instauration de régimes dictatoriaux soutenus par des sociétés étrangères - essentiellement américaines. Ceci a pour conséquence une aggravation croissante de la situation, l'augmentation de l'agitation, et le regain du ressentiment antiaméricain.
À la fin de la Seconde Guerre mondiale et au début de la guerre froide, les États-Unis - qui nourrissent d'importants et croissants intérêts stratégiques et économiques au sein de ces régions - optent pour un soutien militaire inconditionnel aux gouvernements pro-américains, dictatoriaux ou non. Ce choix politique est renforcé en janvier 1959 par la victoire de Fidel Castro à Cuba, malgré l'appui américain massif à la junte de Batista.
- Guerres civiles argentines (1820-1861)
- Première Guerre civile chilienne (1829)
- "Guerra Grande" en Uruguay (1839-1851, guerre civile)
- République du Rio Grande (1840, sécession)
- République du Yucatán (1841-1848, sécession)
- Guerre de Réforme au Mexique (1857-1861, guerre civile)
- Campagnes de colonisation de la Patagonie par le gouvernement argentin (1872-1884)
- Guerre civile chilienne de 1891
- Guerre des Mille Jours en Colombie (1899-1902, guerre civile)
- Révolution mexicaine (1910-1920, guerre civile)
- Insurrection des Cristeros au Mexique (1926-1929)
- Révolution brésilienne (1932)
- "La Violencia" en Colombie (1948-1953, guerre civile)
- Guerre civile et guérilla au Guatemala (1954-1983)
- Révolution cubaine (1956-1959)
- Guérilla des FARC en Colombie (1964 à nos jours)
- Guérilla Chéguévariste en Bolivie (1966-1967)
- Coup d'État militaire au Chili (1973)
- Guérilla sandiniste au Nicaragua (1978-1979, guerre civile)
- Guerre civile du Salvador (1979-1992)
- Guérilla du Sentier Lumineux au Pérou (1980 à nos jours)
- Guérilla anti-sandiniste des "contras" au Nicaragua) (1982-1990)
- Révolte zapatiste au Mexique (1994)

## Conflits entre les pays latino-américains

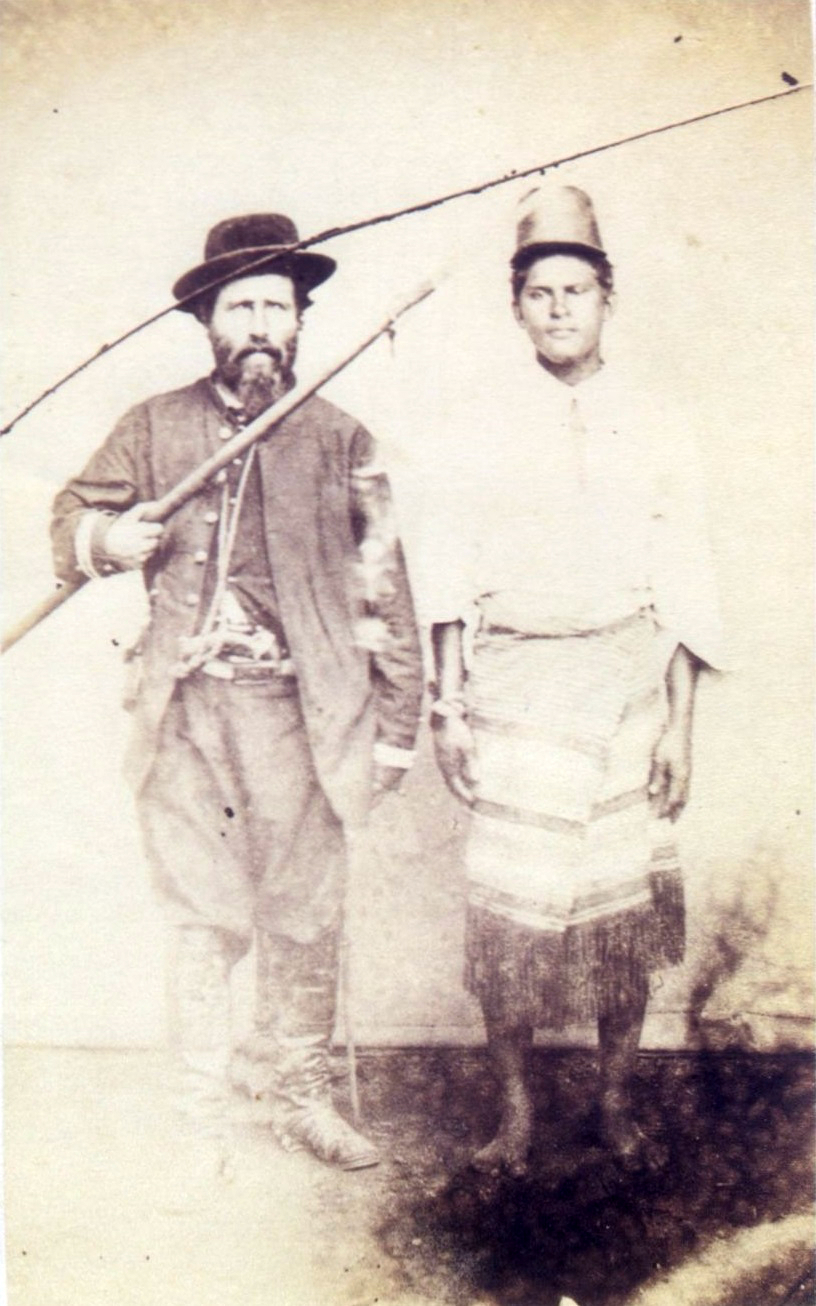
Officier de cavalerie brésilien (à gauche) et son prisonnier paraguayen (à droite) aux environs de 1865-1868.

La plupart des conflits latino-américains des XIXe siècle et XXe siècle trouvent leurs origines profondes dans l'incertitude quant aux frontières et aux compétences des institutions coloniales espagnoles et dans l'absence d'occupation effective sur de vastes portions de territoires (problème juridique de l'« Uti possidetis juris » (litt. « comme vous possédez ») qui peut-être « de jure » ou non (litt. «  en droit ou de fait »)) de l'autorité espagnole.
Dans un premier temps, les patriotes sud-américains (c'est moins vrai en ce qui concerne l'Amérique centrale), venus de différents « horizons » régionaux, s'étaient coalisés contre le colonisateur espagnol. Après son départ, ces coalitions ont éclaté pour faire place aux nationalismes régionaux, les alliés d'hier devenant parfois les adversaires du jour. On notera régulièrement l'intervention des Chemises rouges garibaldiennes, les Brigades internationales de l'époque - que l'on retrouvera aussi en France en 1871 -, dans ces conflits.

### Amérique centrale
- Guerre du Football entre le Honduras et le Salvador (1969)

### Amérique du Sud
- Guerre de Cisplatine (1825-1828)
- Guerre entre le Pérou et la Grande Colombie (1828-1829)
- Guerre de la confédération péruano-bolivienne (1835-1839)
- Guerre du Paraguay ou de la Triple-Alliance (1864-1870)
- Guerre du Pacifique (1879-1884)
- Guerre de l'Acre (1900-1903)
- Guerre colombo-péruvienne (1932-1933)
- Guerre du Chaco entre le Paraguay et la Bolivie pour le contrôle de la région boréale du Gran Chaco (1932-1935)
- Conflits frontaliers entre la Colombie et l'Équateur (1830-1916) :
  - Guerre colombo-équatorienne (1832)
- Conflits frontaliers entre le Pérou et l'Équateur (1830-1998) :
  - Guerre péruano-équatorienne de 1858
  - Guerre péruano-équatorienne de 1941
  - Guerre du Paquisha (1981)
  - Guerre du Cenepa (1995)
- Conflit du Beagle entre le Chili et l'Argentine (1978-1984)

## Conflits avec des pays extérieurs

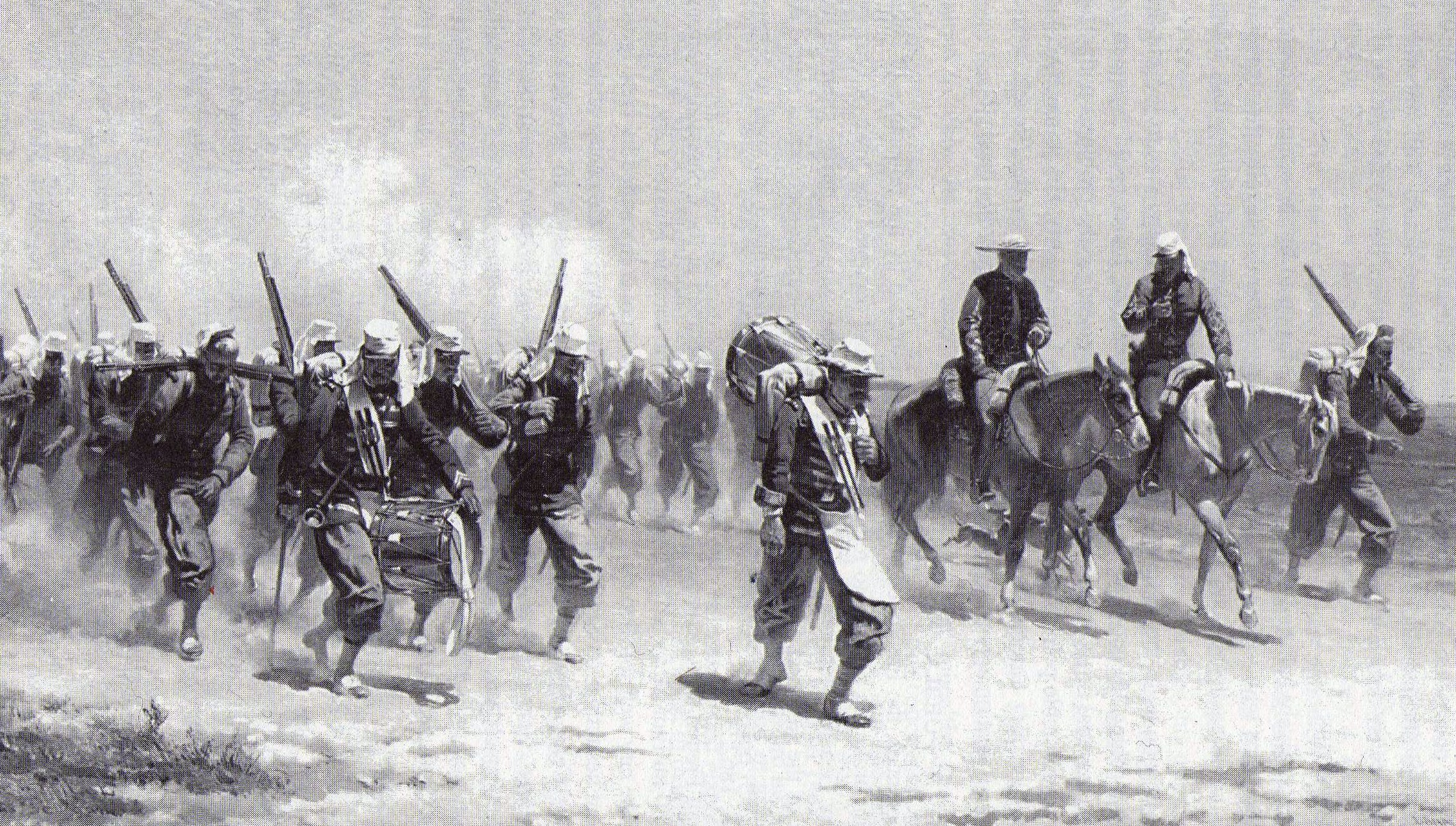
La Légion belge au Mexique 1861-1867

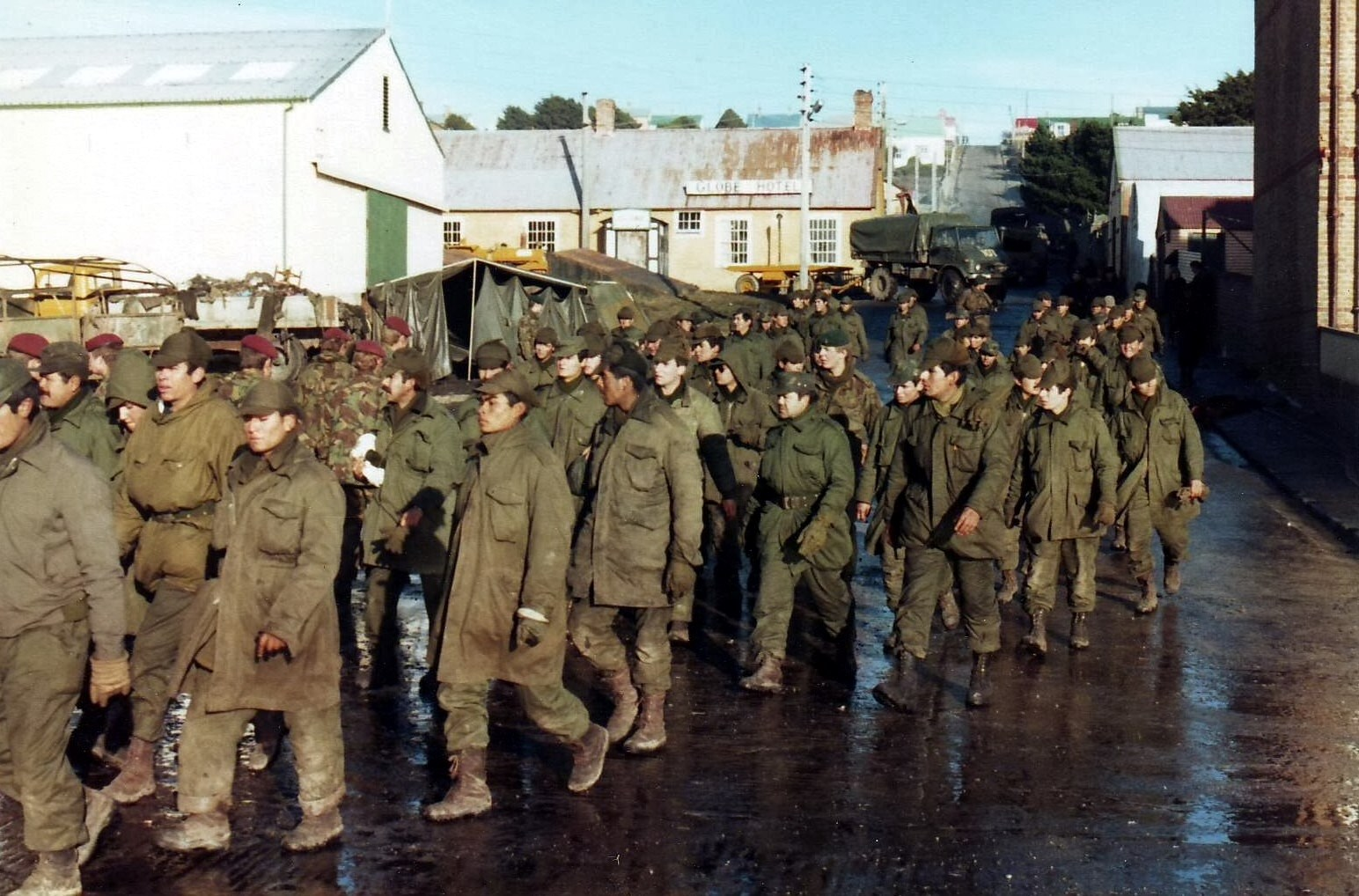
Prisonniers de guerre argentins à l'issue de la guerre des Falklands

### Amérique du Nord
- Guerre des Pâtisseries (1838, 1re guerre franco-mexicaine) (ou "Guerre des gâteaux" : l'un des plaignants était pâtissier)
- Guerre américano-mexicaine (1846-1848, annexion du Texas, de la Californie et du Colorado par les États-Unis au détriment du Mexique)
- Expédition du Mexique (1861-1867, 2e guerre franco-mexicaine)
- Deuxième Guerre américano-mexicaine (1912, intervention des États-Unis dans la guerre civile mexicaine)

### Amérique centrale
- Guerre de restauration de l'indépendance dominicaine ou Deuxième guerre d'indépendance dominicaine (1863-1865, contre l'Espagne)
- Guerre des Dix Ans (1868-1878, 1re guerre d'indépendance de Cuba, se soldant par la victoire espagnole)
- Guerre d'indépendance cubaine (1895-1898, 2e guerre d'indépendance de Cuba), qui entraîne la Guerre hispano-américaine (1898, 1re intervention militaire des États-Unis au-delà de la frontière mexicaine, aboutissant à l'indépendance de Cuba)
- Débarquement de la baie des Cochons à Cuba (1961)
- Crise des missiles de Cuba (1962)
- Intervention américaine à Saint Domingue (1965)
- Operation Urgent Fury (1983, intervention militaire des États-Unis dans l'île de la Grenade)
- Opération Juste Cause (1989, intervention des États-Unis à Panama)
- Interventions à Haïti américaines et internationales depuis les années 1990

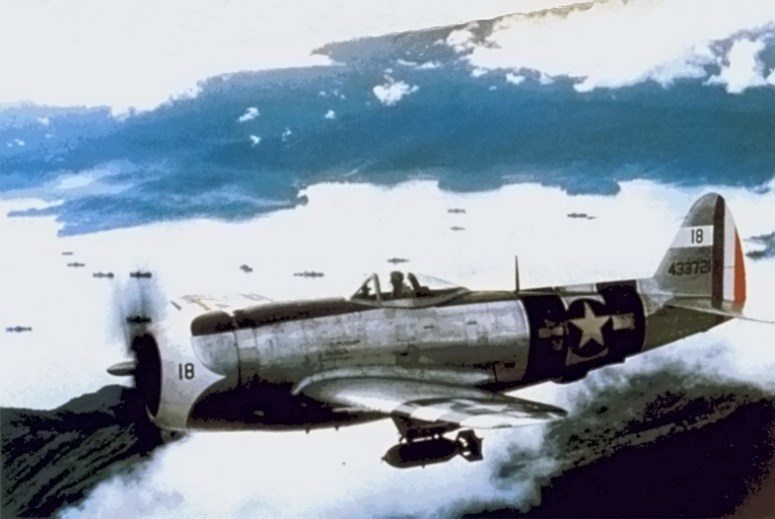
P-47 mexicain (Escuadron 201) lors de la Guerre du Pacifique. Notez le mélange de marquages US et mexicains

### Amérique du Sud
- Guerre hispano-sud-américaine (1864-1883)
- Guerre des Malouines (1982, conflit opposant le Royaume-Uni et la Junte militaire argentine quant à la souveraineté sur l'archipel des Falklands/Malvinas)

## Participation d'États latino-américains à d'autres conflits

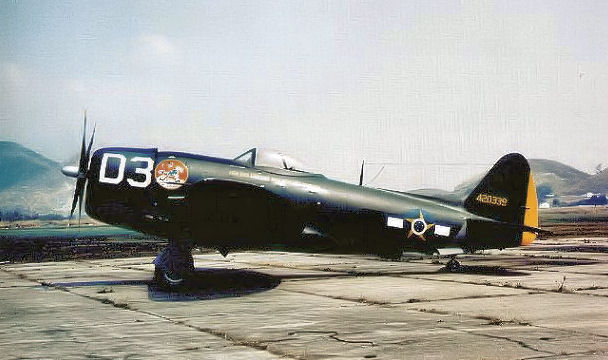
P47D Thunderbolt de la Force expéditionnaire brésilienne, Italie, avril 1945

- Seconde Guerre mondiale (Brésil - Mexique)
- Guerre de Corée (Colombie)
- Interventions du régime communiste cubain dans les conflits africains dès les années 1960 : Guerre des sables, Congo et Katanga, Mozambique, Angola, Guerre de l'Ogaden et Afrique australe
- Guerre d'Irak (Salvador)

## Guerre contre les « narco-trafiquants »

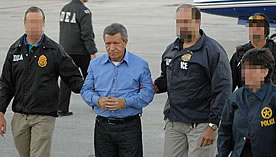
Miguel Rodriguez Orejuela, parrain du Cartel de Cali lors de son extradition de la Colombie vers les États-Unis

Depuis les années 1980, cet état de guerre larvée oppose, à l'échelle du continent, les États nationaux (polices et forces armées), en grande partie soutenus par l'assistance technique et militaire de la communauté internationale, à la « nébuleuse » internationale mafieuse des trafiquants de drogues, en particulier de cocaïne, sud-américains. Il implique bien souvent, à leur corps défendant, les populations les plus démunies (notamment les Amérindiens) et provoque la mort de très nombreux civils.
- Cartel de Medellin
- Guerre de la drogue au Mexique

## Les Indiens dans les conflits latino-américains

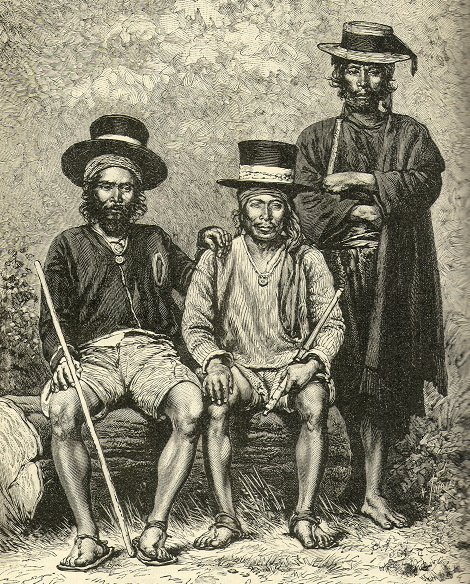
Des Alcaldes (chefs de villages) guatémaltèques en 1891

Parties prenantes, le plus souvent à leur corps défendant, des nombreux conflits latino-américains, le sort des Amérindiens d'Amérique centrale et australe au cours et à l'issue de ceux-ci n'a à ce jour encore fait l'objet que de rares études spécifiquement consacrées au sujet - le sort des Indiens du Chiapas, en raison de la couverture médiatique de leur révolte, faisant à peu près seule exception à la règle.
- Guerre des Castes (Guerra de Castas) - Chiapas 1867-1870;
- Conquête du Désert - Argentine, 1869-1888.

### En anglais
- Carlos Caballero Jurado & Nigel Thomas : Central American Wars 1959-1989  illustrated by Simon McCouaig Osprey Publishing Men-at-Arm series no 221, 1990.
- René De La Pedraja Tomán :  Wars of Latin America, 1899-1941 Mc Farland & Company Inc., North Carolina 2006  (ISBN 978-0-7864-2579-2)
- Jonathan Jordan : Lone Star Navy, Potomac books, 2007,  (ISBN 978-1-59797-053-2).
- George Kohn : Dictionary of Wars, Facts on File Publications, New York, 1986,  (ISBN 0-8160-1005-6).
- Alejandro de Quesada : The Bay of Pigs illustrated by Stephen Walsh Osprey Publishing Elite series no 166, 2009.
- Robert L. Scheina : Latin's America's Wars, the age of the Caudillo, 1791-1899, Brassey's Inc., Dulles, Virginie, 2003,  (ISBN 1-57488-450-6)
- Robert L. Scheina : Latin's America's Wars, the age of the Professional Soldier, 1900-2001, Brassey's Inc., Dulles, Virginie, 2003,  (ISBN 1-57488-449-2).
- Brigadier Peter Young et brigadier Michael Calvert : A Dictionary of Battles (1816-1976), Mayflower Books, New York, 1978,  (ISBN 0-8317-2260-6).

### En français
- Amérique du Sud :
  - David Avenel, L'affaire du Rio de la Plata, Economica
  - Pierre Razoux, Le Chili en guerre, 2 siècles de supériorité navale chilienne en Amérique Latine, Economica
- Les Indiens dans les conflits latino-américains :
  - Barbara Schuchard : Ethnies et États nationaux pendant la guerre du Chaco - Contribution au problème de l’identité indigène, l’exemple des Isoceño-Guaraní Le Paraguay à l'ombre de ses guerres. Paris MAL-EHESS-IEP 17-19 novembre 2005

### Autres
- (pt) Hernâni Donato, Dicionário das batalhas brasileiras [détail des éditions].